# Караколь (Курмангазинський район)
Карако́ль (каз. Қаракөл) — село у складі Курмангазинського району Атирауської області Казахстану. Входить до складу Макаського сільського округу.
У радянські часи село називалось Харахоль.
Населення — 52 особи (2021; 56 у 2009, 123 у 1999).